# 5202 Charleseliot
5202 Charleseliot ((5202) 1983 XX) là một tiểu hành tinh vành đai chính. Nó được phát hiện bởi Antonín Mrkos ở Đài thiên văn Kleť gần České Budějovice, Cộng hòa Séc, ngày 5 tháng 12 năm 1983.